# Lo stellone/W Sbirulino
Lo stellone/W Sbirulino è un singolo di Sandra Mondaini, con lo pseudonimo Sbirulino,  pubblicato nel 1981 dalla CGD.

## Lato A
Il singolo, scritto da Giorgio Calabrese, su musica di Pippo Caruso è stato la sigla trasmissione "Fantastico Bis".
Il coro dei Nostri figli di Nora Orlandi è presente nei brani.

## Lato B
Sul lato b è incisa "W Sbirulino", scritta da Franco Torti, brano ispirato al personaggio. 